# Сосновка (робітниче селище Ардатов)
Сосновка (рос. Сосновка) — село у складі Ардатовського району Нижньогородської області. Входить до складу робітничого селища Ардатов.

## Географія
Розташоване за 5 км на захід від робітничого поселення Ардатов, на річці Сиязьмі.
На півночі від села розташовані заплавні луки річки Сиязьма, що переходять у чагарники, а далі у змішаний ліс, який окремими масивами оточує село з півночі, заходу і півдня.
Вулиці села розташовані по обидва боки глибокого яру. На дні його тече невеличкий струмок.

## Населення
| 1999 | 2002 | 2010 |
| ---- | ---- | ---- |
| 22   | ↘8   | ↘0   |